# Kanako Konno
Kanako Konno (jap. 今野加奈子 Konno Kanako; ur. 16 kwietnia 1984 w Sakacie, w Japonii) – japońska siatkarka grająca na pozycji przyjmującej. Obecnie występuje w drużynie Pioneer Red Wings.